# Eupithecia chui
Eupithecia chui är en fjärilsart som beskrevs av Inoue 1970. Eupithecia chui ingår i släktet Eupithecia och familjen mätare. Inga underarter finns listade i Catalogue of Life.